# 丹羽氏清
丹羽 氏清（にわ うじきよ）は、戦国時代の武将。尾張国本郷城3代城主にして、同国岩崎城初代城主。
大永元年（1521年）に先代氏興に代わり本郷城主になる。初めは尾張本郷城に住んでいたが、天文年間に尾張・三河国双方の要害の地である岩崎の地に城を築き、移り住んだとされる。しかし、それより前の享禄2年（1529年）、三河岡崎城主・松平清康と、織田信秀の属将・荒川頼宗との間で享禄（岩崎）の戦いが岩崎城にて起こっていることが判明している。

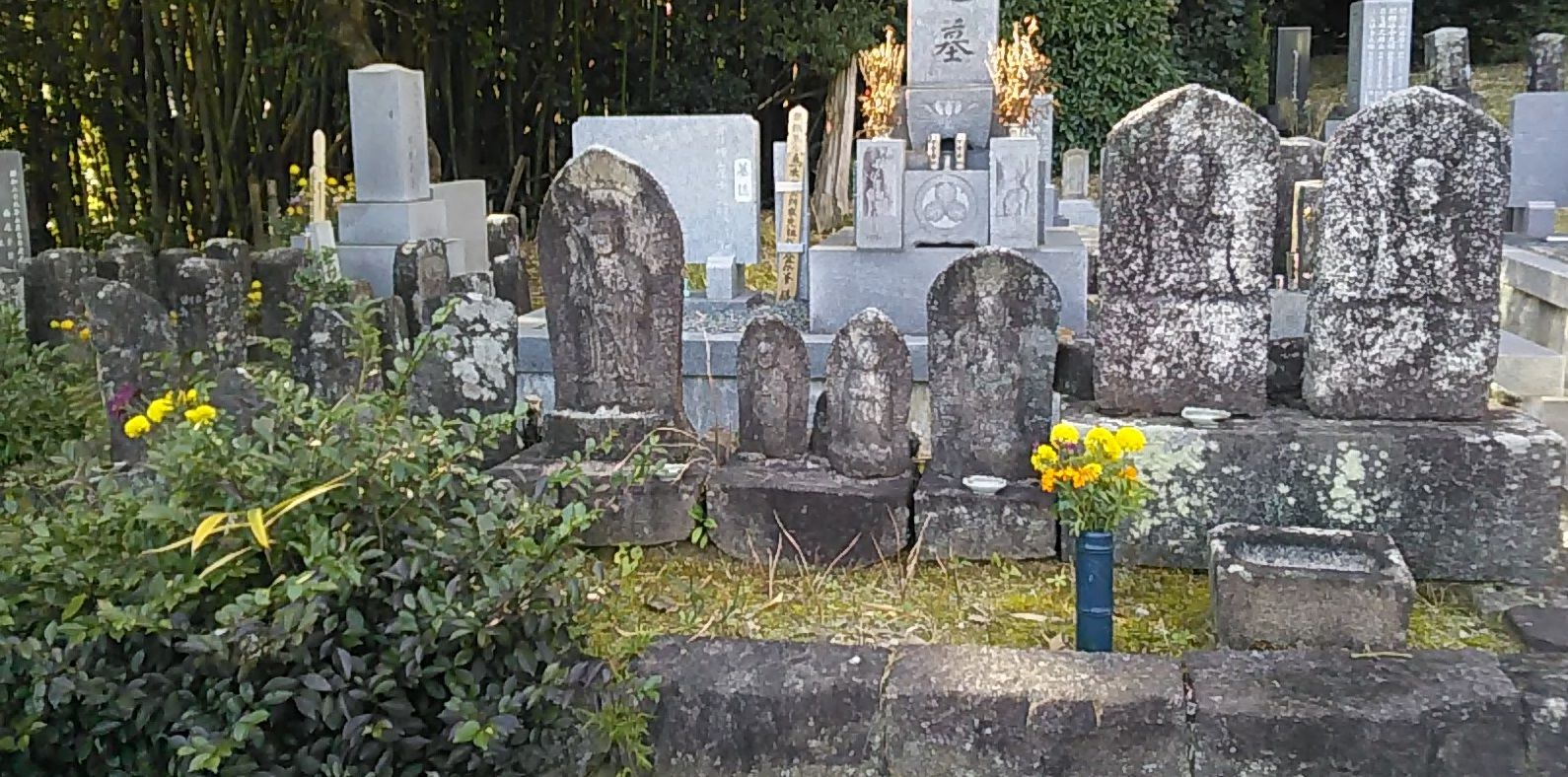
日進市妙仙寺の丹羽一族の墓

永禄2年（1559年）、死去。享年75。